# کلب استرانگ
کلب استرانگ (به انگلیسی: Caleb Strong) سناتور سابق عضو حزب فدرالیست (آمریکا) بود. وی در سال ۱۷۸۹ تا ۱۷۹۶ میلادی سناتور ایالت ماساچوست در سنای ایالات متحده آمریکا بود.